# 17e cérémonie des European Film Awards
La 17e cérémonie des prix du cinéma européen (17th European Film Awards), organisée par l'Académie européenne du cinéma, a eu lieu à Barcelone le 11 décembre 2004 et a récompensé les films réalisés dans l'année.

## Palmarès

### Meilleur film
Head-On (Gegen die Wand) 
- La Mauvaise Éducation (La mala educación)
- Mar adentro
- A Hole in My Heart
- Les Choristes
- Vera Drake

### Meilleur réalisateur
Alejandro Amenábar - Mar adentro
- Fatih Akın - Head-On
- Pedro Almodóvar - La Mauvaise Éducation
- Agnès Jaoui - Comme une image
- Nimród Antal - Kontroll
- Theo Angelopoulos - Eléni : La Terre qui pleure

### Meilleur acteur
Javier Bardem - Mar adentro
- Birol Ünel - Head-On
- Bohdan Stoupka -  Les Nôtres
- Bruno Ganz - La Chute
- Daniel Brühl - The Edukators
- Gérard Jugnot pour le rôle de Clément Mathieu dans Les Choristes
- Thomas Kretschmann pour le rôle de Alcide Nikopol dans Immortel, ad vitam

### Meilleure actrice
Imelda Staunton - Vera Drake
- Assi Levy - Avanim
- Penélope Cruz - À corps perdus
- Sarah Adler - Notre musique
- Sibel Kekilli - Head-On
- Valeria Bruni Tedeschi - 5×2
- Charlotte Rampling pour le rôle de Elma Turner dans Immortel, ad vitam

### Meilleur scénariste
Agnès Jaoui et Jean-Pierre Bacri - Comme une image

### Meilleur directeur de la photographie
Eduardo Serra - La Jeune Fille à la perle

### Meilleur compositeur
Bruno Coulais - Les Choristes

### Meilleur film documentaire
- Le Cauchemar de Darwin

### Discovery of the Year
- Certi bambini d'Andrea Frazzi et Antonio Frazzi

### Achievement in World Cinema Award
- Liv Ullmann

### Lifetime Achievement Award
- Carlos Saura